# Horisme incana
Horisme incana là một loài bướm đêm trong họ Geometridae.